# Strážmistr Topinka
Strážmistr Topinka je komediální a kriminální seriál České televize ve spolupráci s RTVS, volné pokračování seriálu Doktor Martin. Vysílán byl od ledna do dubna 2019. Jedná se o spin-off, věnující se postavě strážmistra Tomáše Topinky (Robert Mikluš) z česko-slovenského seriálu Doktor Martin.
Titulní postavou je mladý policista strážmistr Tomáš Topinka, který slouží sám ve fiktivní horské vesničce Protějov v Beskydech na česko-slovenském pomezí. Tomáš je trochu nešika, ale moc touží po kariéře kriminalisty a povýšení. Všechny kriminální případy v Protějově se proto snaží vyřešit sám bez pomoci kriminalistů z krajského oddělení, což se mu, často díky náhodě, většinou daří.

## Obsazení
| Robert Mikluš        | strážmistr Tomáš Topinka – policista                                                                |
| Jiří Bartoška        | mjr. Jan Hrubý – policista z Ostravy                                                                |
| Veronika Freimanová  | Marie Topinková – matka Tomáše Topinky                                                              |
| Jenovéfa Boková      | Lucie Máslová roz. Mazalová – pošťačka, partnerka Tomáše Topinky a manželka násilníka Mojmíra Másla |
| Tomáš Hanák          | herec – představitel komisaře Majera z Topinkova oblíbeného seriálu Případy komisaře Majera         |
| Robert Nebřenský     | herec – představitel strážmistra Štrose z Topinkova oblíbeného seriálu Případy komisaře Majera      |
| Miroslav Donutil     | doc. MUDr. Martin Elinger, DrSc. – praktický lékař                                                  |
| Gabriela Mihalčínová | Irena Bezáková, DiS. – zdravotní sestra                                                             |
| Norbert Lichý        | Antonín Brázda – instalatér, později majitel restaurace U Brázdů                                    |
| Viera Pavlíková      | paní Malá či Pokorná                                                                                |
| Tomáš Jeřábek        | Radek Horák – správce CHKO                                                                          |
| Miloš Vávra          | Prušek – starosta Protějova                                                                         |
| Marek Geišberg       | strážmistr Ľubomír Ostrý – policista z Brehové                                                      |
| Marek Taclík         | kpt. František Weber – policista z Ostravy                                                          |
| Elizaveta Maximová   | por. Klára Volná – policistka z Ostravy, později knihovnice                                         |
| Václav Kopta         | Robert Fiala – učitel ZŠ, přítel Evy Teicové                                                        |
| Tomáš Měcháček       | Miloš Brázda – syn Antonína Brázdy                                                                  |
| Milena Steinmasslová | Sandra Kunešová – lékárnice                                                                         |
| Eva Leinweberová     | Karolína Sovová – rozhlasová hlasatelka                                                             |
| Vanda Hybnerová      | Eva Teicová – učitelka ZŠ, přítelkyně Roberta Fialy                                                 |
| Jaroslav Plesl       | Robert Skruž – syn Rudolfa Skruže                                                                   |
| Jan Hájek            | René Topinka – bratr Tomáš Topinky, padělatel                                                       |
| Píďa                 | Píďa – pes                                                                                          |
| Zuzana Slavíková     | Ptáčková – majitelka bioobchůdku                                                                    |
| Ondřej Bauer         | Václav Tobiáš – vedoucí pošty, kleptoman                                                            |
| Pavel Nový           | Rudolf Kytka – sběratel starožitností ze Zábředlic                                                  |
| Josefína Krycnerová  | Rozárka Máslová – dcera Lucie a Mojmíra                                                             |
| Michal Ďuriš         | farář                                                                                               |
| Miroslav Noga        | filatelista                                                                                         |
| Václav Jiráček       | Tyčka – oloupený filatelista                                                                        |
| Diana Toniková       | matka ve vlaku                                                                                      |
| Ivan Lupták          | Prušek – fotbalista, syn starosty Pruška                                                            |
| Erika Stárková       | Pavlína Chvojková – sochařka                                                                        |
| Martin Nahálka       | Mojmír Máslo – manžel Lucie, násilník                                                               |
| Jana Krausová        | Mazalová – matka Lucie, babička Rozárky                                                             |

## Produkce
Scénář napsali Tomáš Končinský, Štefan Titka, Tomáš Hodan, Hynek Trojánek, Tomislav Čečka a režie se ujal Petr Zahrádka. Na seriálu se tak podíleli tvůrci seriálů Terapie či Nevinné lži a filmů Kdopak by se vlka bál, Smradi, Pouta, kteří pracovali i na původním seriálu Doktor Martin. Natáčení probíhalo od podzimu 2017 do podzimu 2018.